# عقاب‌های مارخور
عقاب مارخور (سرده) (نام علمی: Circaetus) نام یک سرده از تیره عقابیان است.

## گونه‌ها
- عقاب مارخور پنجه‌کوتاه, Circaetus gallicus
- عقاب مارخور کاکل‌سیاه, Circaetus pectoralis
- عقاب مارخور بودون, Circaetus beaudouini
- عقاب مارخور قهوه‌ای, Circaetus cinereus
- عقاب مارخور نواری جنوبی, Circaetus fasciolatus
- عقاب مارخور نواری غربی, Circaetus cinerascens